# Prayut Chan-o-cha
Prayut Chan-o-cha (tiếng Thái: ประยุทธ์ จันทร์โอชา, phiên âm: Bơ-la-dút Chan-ô-cha, sinh ngày 21 tháng 3 năm 1954) là một tướng lĩnh đã xuất ngũ của Quân đội hoàng gia Thái Lan và là cựu Thủ tướng Thái Lan từ năm 2014 đến năm 2023. Vào tháng 10 năm 2010, ông được bổ nhiệm làm tư lệnh Quân đội hoàng gia Thái Lan. Ngày 22 tháng 5 năm 2014, ông đã chỉ huy cuộc đảo chính nhằm lật đổ chính quyền đương nhiệm của nữ Thủ tướng Yingluck Shinawatra. Ngày 23 tháng 5, trong thông báo số 10 của Ủy ban bảo vệ trật tự quốc gia, tướng Prayuth Chan-ocha tuyên bố nắm giữ vị trí Thủ tướng tạm thời cho đến khi chọn được người nắm giữ vị trí này. Ông là người bảo hoàng mạnh, chống đối Thaksin Shinawatra.
Vào ngày 21 tháng 8 năm 2014, ông được chính thức được bầu làm Thủ tướng bởi Quốc hội tạm thời do quân đội kiểm soát. Sau khi nắm quyền, Prayut cho dập tắt ngay những ý kiến bất đồng. Ông cũng cấm tất cả những cuộc thảo luận về dân chủ và những chỉ trích nhắm chính quyền quân sự hiện tại. Ngày 5 tháng 6 năm 2019, ông tái đắc cử Thủ tướng Thái Lan. Ông rút khỏi chính trường sau thất bại tại cuộc tổng tuyển cử tháng 8 năm 2023.

## Tiểu sử
Prayut Chan-o-cha sinh ngày 21 tháng 3 năm 1954, là con cả trong một gia đình có bốn anh chị em. Cha ông là Đại tá quân đội, Prapat Chan-o-cha, quê ở Bangkok, và mẹ ông là Khemphet Chan-o-cha, giáo viên, quê ở tỉnh Chaiyaphum. Ông học tại trường Sahakit ở Lopburi (nay là trường cao đẳng kỹ thuật Lopburi), nơi mẹ ông dạy học. Ông chỉ học một năm tại trường trung học cơ sở Phibulwitthayalai Lopburi vì cha ông thường xuyên di chuyển. Sau đó vào năm lớp 8, ông chuyển đến trường Wat Nuannoradit ở Phasi Charoen, được chọn là một trong những học sinh giỏi nhất.
Năm 1971, Prayut học năm cuối trung học tại Khóa 12 của Trường Dự bị Học viện Lực lượng Vũ trang (AFAPS), và năm 1976, trở thành học viên sĩ quan khóa 23 của Học viện Quân sự Hoàng gia Chulachomklao. Ông tốt nghiệp với bằng cử nhân khoa học. Khi còn ở trong học viện, ông đã hoàn thành Khóa Cơ bản Sĩ quan Bộ binh Khóa 51 trong năm đầu tiên và Khóa Nâng cao Sĩ quan Bộ binh, Khóa 34 năm 1981. Trước khi bắt đầu sự nghiệp binh nghiệp, ông tốt nghiệp Khóa 63 Trường Cao đẳng Chỉ huy và Tham mưu (CGSC) năm 1985.

## Đảo chính 2014
Ngày 22 tháng 5 năm 2014, Lực lượng Vũ trang Hoàng gia Thái Lan, lãnh đạo bởi Đại tướng Prayut Chan-o-cha, Tổng tư lệnh của Quân đội Hoàng gia Thái Lan, phát động cuộc đảo chính lần thứ 12 kể từ lần đầu tiên vào năm 1932 với chính phủ tạm quyền của Thái Lan. Đây là diễn biến tiếp theo sau 6 tháng khủng hoảng chính trị. Quân đội thành lập một chính phủ quân quản gọi là Hội đồng Hòa bình và Trật tự Quốc gia Thái Lan (NCPO) để kiểm soát đất nước. Sự kiện này kết thúc xung đột chính trị giữa chính quyền quân đội và chính quyền dân chủ, vốn đã kéo dài từ đảo chính Thái Lan 2006. 7 năm sau, nó trở thành biểu tình Thái Lan 2020 để yêu cầu cải cách chế độ quân chủ Thái Lan.

## Nhiệm kỳ thủ tướng
Giữa cuộc khủng hoảng chính trị đang diễn ra kể từ tháng 11 năm 2013, Prayut đã tuyên bố thiết quân luật vào ngày 20 tháng 5 năm 2014 và tự đặt mình đứng đầu "Bộ tự lệnh duy trì trật tự và hòa bình" với nhiều quyền hạn. Ban đầu, ông nhấn mạnh rằng chính phủ lâm thời vẫn còn tại vị và sự can thiệp này không phải là một cuộc đảo chính. Tuy nhiên, chỉ hai ngày sau, ông lật đổ chính phủ và tự mình nắm quyền trực tiếp, sau khi tuyên bố rằng các cuộc đàm phán với các lực lượng chính trị khác nhau để giải quyết xung đột đã thất bại. Kể từ đó, ông đứng đầu một chính phủ quân sự được gọi là Hội đồng gìn giữ hòa bình quốc gia (NCPO) và thực thi các quyền của thủ tướng và nội các cho đến khi có thông báo mới.
Vào ngày 21 tháng 8 năm 2014, hội đồng lập pháp quốc gia do giới lãnh đạo quân sự lựa chọn đã bầu ông làm Thủ tướng. Nhiệm kỳ tư lệnh quân đội của ông kết thúc như dự định vào ngày 30 tháng 9 năm 2014. Ông được kế nhiệm bởi Tướng Udomdej Sitabutr. Tuy nhiên, Prayut vẫn giữ các chức vụ chủ tịch NCPO và thủ tướng.
Tại cuộc Tổng tuyển cử năm 2023, liên minh của Prayut chỉ có được 15% số ghế tại Hạ viện. Ngày 11 tháng 7 năm 2023, ông tuyên bố rút khỏi chính trường cũng như thành viên của Đảng Liên minh Dân tộc Thái, tuy nhiên ông tiếp tục giữ chức Thủ tướng cho tới khi Thủ tướng mới chính thức được phê chuẩn. Ngày 22 tháng 8 năm 2023, Prayut chính thức nhường lại chức Thủ tướng cho Srettha Thavisin. Ngày 22 tháng 8, ông cùng Srettha đã có buổi lễ bàn giao tại Tòa nhà Chính phủ Thái Lan. Đây là lần đầu tiên trong lịch sử Thái Lan, một cựu Thủ tướng có buổi lễ bàn giao công việc cho Thủ tướng kế nhiệm.